# Upper Wilds
Upper Wilds is een Amerikaanse noiserockband. De band werd opgericht in 2017 door Dan Friel en bestaat verder uit Jason Binnick en Jeff Ottenbacher.

## Geschiedenis
Zanger-gitarist Dan Friel maakte van de oprichting in 2002 tot de opheffing in 2012 deel uit van de noiserockband Parts & Labor. In 2013 en 2015 bracht hij twee soloalbums uit waarop hij meer richting elektronische muziek bewoog. Friel miste echter het bespelen van gitaar en de samenwerking met bandleden. In 2016 verzamelde hij enkele riffs, contacteerde bassist Zach Lehrhoff (o.a. Ex Models) en drummer Aaron Siegel en richtte Upper Wilds op. De bandnaam werd verzonnen tijdens een brainstormsessie met zijn vrouw.
Het debuutalbum Guitar Module 2017 verscheen in 2017. Een jaar later bracht de band het album Mars uit. Voor dit album heeft de band samengewerkt met diverse andere artiesten waaronder Katie Eastburn (KATIEE) en Mark Shue (o.a. Guided by Voices). Siegel was inmiddels opgevolgd door Jeff Ottenbacher; wel verleende hij nog medewerking aan het album.
Vanwege Friels fascinatie voor sciencefiction ontleent de band inspiratie uit de planeten van het zonnestelsel bij de naamgeving van de albums. Na Mars volgde het in 2021 verschenen album Venus. De nummers van dit album heten simpelweg Love song #1 tot en met Love song #10, waarmee de titel van het album een knipoog is naar astrologie aangezien de planeet in die context geassocieerd wordt met liefde. Het idee voor Venus had Friel al vlak nadat Mars was uitgebracht. Bassist Lehrhoff had vóór de opnames van Venus plaats gemaakt voor Jason Binnick (The Flesh), die eerder met de band had samengewerkt aan Mars.

## Discografie

### Albums
- Guitar Module 2017, 2017
- Mars, 2018
- Venus, 2021
- Jupiter, 2023

### Ep
- Live @ Gold Sounds 11.18.17, 2017

### Single
- Sheet Metal Module 2017, 2017